# Ptychohyla hypomykter
Ptychohyla hypomykter es una especie de anfibio anuro de la familia Hylidae. Es nativa de Guatemala, Honduras y Nicaragua. La especie se ve afectada por la destrucción de hábitat, la contaminación hídrica y los efectos de la quitridiomicosis.

## Distribución y hábitat
Su área de distribución es fragmentada e incluye el occidente de Guatemala, Honduras, el centro de Nicaragua, y posiblemente El Salvador. Su hábitat natural se compone de zonas boscosas, donde vive en el sotobosque en la cercanía de cursos de agua. Su distribución altitudinal oscila entre 620 y 2070 m s. n. m..